# Arbeitsgemeinschaft der Filmfestivals in Deutschland
Die Arbeitsgemeinschaft der Filmfestivals in Deutschland (kurz AG Filmfestival) wurde am 4. Juli 2019 in Kassel gegründet. Zu den Gründungsmitgliedern zählen 60 Filmfestivals, darunter viele der größten und ältesten Filmfestivals in Deutschland. Eines der ersten Ziele ist die Anerkennung der gesteigerten Bedeutung in der Filmauswertung.

## Gründung und Ziele
Bei Gründung der AG im Juli 2019 in Kassel, die auf Initiative von Svenja Böttger und Lars Henrik Gass zurückging, standen zwei Ziele im Vordergrund, die bessere Vernetzung untereinander und der Einsatz für Filmkultur und für bessere Bedingungen für Filmfestivals in Deutschland. Bereits bei ihrer Gründung formulierte die Arbeitsgemeinschaft in einer Stellungnahme zur Novellierung des Filmförderungsgesetzes, dass „Filmfestivals zur sozialen Aufwertung von Kinoräumen erheblich beitragen“ würden. Kinos profitierten direkt durch die Durchführung von Filmfestivals. Bei der Novellierung der relevanten Gesetze sollte die Stimme der Festivals durch die neue Arbeitsgemeinschaft besser gehört werden. Filmfestivals müssten im Filmförderungsgesetz künftig stärker als eigene Stimme zusammen mit den Filmproduktionsgesellschaften und Kinobetreibern berücksichtigt werden.
Bereits im Januar 2020 gab es eine Initiative zur Gründung eines regionalen Pendants in Baden-Württemberg, das Filmfestivalnetzwerk BW. Es möchte sich eng mit der bundesweit aktiven AG Filmfestivals koordinieren.
Am 12. Juli 2024 wurde in Kassel von 49 Filmfestivals der Verband AG Filmfestival – Verband der Filmfestivals in Deutschland mit Sitz in Frankfurt am Main gegründet.

## Normenkatalog
In einem Code of Ethics, einem Normenkatalog, verpflichten sich die Mitglieder in 18 Punkten zu Grundregeln für Veranstaltungen und für das Verhalten gegenüber beteiligten Partnern und Besuchern.

## Mitglieder
Bis August 2022 waren 120 Filmfestivals der AG beigetreten:
- 20minmax Internationales Kurzfilmfestival Ingolstadt
- achtung berlin – new berlin film award
- Afrika Film Festival Köln
- Berlin Lesbian Non-Binary Filmfest (BLN)
- Biennale Bavaria International
- Braunschweig International Filmfestivals
- cinefest – Internationales Festival des deutschen Film-Erbes
- Deutsches Kinder Medien Festival Goldener Spatz
- DOK.fest München
- dokKa – das Dokumentarfestival
- DOK Leipzig
- DOKUARTS
- Duisburger Filmwoche / doxs! dokumentarfilme für kinder und jugendliche
- Essener Video Rodeo
- European Media Art Festival, Osnabrück
- exground filmfest
- Favourites Film Festival
- Festival des deutschen Films Ludwigshafen am Rhein
- FILMFEST DRESDEN – International Short Film Festival
- FILMFEST HAMBURG
- FilmFestival Cottbus
- Filmfestival Max Ophüls Preis
- Filmfestival Münster
- FILMKUNSTFEST MV (Schwerin)
- Filmplus – Festival für Filmschnitt und Montagekunst
- FILMZ – Festival des deutschen Kinos
- GENRENALE – Das Forum des Deutschen Genrefilms
- German International Ethnographic Film Festival
- HEIMAT EUROPA Filmfestspiele, Simmern/Hunsrück
- Independent Days | Internationale Filmfestspiele Karlsruhe
- interfilm – international short film festival Berlin
- International Short Film Festival Detmold
- Internationale Hofer Filmtage
- Internationale Filmfestspiele Berlin
- Internationale Kurzfilmwoche Regensburg
- Internationales Filmfest Oldenburg
- Internationales Filmfestival Mannheim-Heidelberg
- Internationales Frauenfilmfestival Dortmund / Köln
- Internationales Kurzfilmfestival Landau – La.Meko
- Internationales Nürnberger Filmfestival der Menschenrechte
- Internationales Trickfilm-Festival Stuttgart
- Kasseler Dokumentarfilm- und Videofest
- KFFK / Kurzfilmfestival Köln
- KINO DER KUNST
- Kinofest Lünen
- Kölner Kinderfilmfest Cinepänz
- Kurzfilm Festival Hamburg
- Landshuter Kurzfilmfestival
- LICHTER Filmfest Frankfurt International
- LUCAS – Internationales Festival für junge Filmfans
- Monstronale
- Neiße Filmfestival
- Nippon Connection – Japanisches Filmfestival
- Nordische Filmtage Lübeck
- Open Air Filmfest Weiterstadt
- OpenEyes Filmfest Marburg
- Orscheler Filmfest
- QUEER Filmfest Weiterstadt
- Remake. Frankfurter Frauen Film Tage
- SCHLiNGEL – Internationales Filmfestival für Kinder und junges Publikum
- Schülerfimfestival-NRW
- SoundTrack Cologne
- Soundwatch Music Film Festival Berlin
- UNDERDOX dokument & experiment
- up-and-coming Internationales Film Festival Hannover
- Werkleitz Festival
- Werkstatt der Jungen Filmszene
- Woche der Kritik
- ZEBRA Poetry Film Festival